# Walibi Express
De Walibi Express (niet te verwarren met de Xpress Platform 13) is een rondrit in en trein in familiepretpark Walibi Holland in Biddinghuizen.
De Walibi Express is gebouwd in 1994, door Chance Rides en heeft een station in Play Ground en Zero Zone. De trein begint zijn ronde bij het station in Zero Zone, voor de ingang van de Crazy River. Hierna vervolgt het treintje zijn weg, en rijdt deze langs de Le Tour des Jardins, om aan te komen bij het station in Play Ground. De trein gaat daarna verder achter Le Tour des Jardins langs. Vervolgens langs de Spinning Vibe en het Play Castle om daarna onder Lost Gravity door te gaan en daarna om de Crazy River heen om terug te komen bij het station in de Zero Zone.
Sinds seizoen 2011 is het station in Walibi Playland buiten gebruik. De trein volgde nog steeds dezelfde route, maar het station in Walibi Playland was een spookstation geworden. In 2016 is de route aangepast met de komst van achtbaan Lost Gravity en is het station Walibi Playland verwijderd.
Deze attractie stamt nog uit de Flevohoftijd. In de Flevohoftijd reed deze trein een veel grotere route. Een van de locomotieven uit die tijd heeft nog lange tijd dienst gedaan als decoratie bij de achtbaan Drako (tot ca. 2022)
Afbeeldingen · Lijst van attracties